# Fioretti College (Noord-Brabant)
Het Fioretti College in Veghel is een school voor mavo, vmbo en praktijkonderwijs met circa 1550 leerlingen. Het motto van de school is: Praktisch & Persoonlijk.
Het Fioretti College valt onder het Bevoegd Gezag van de Raad van Bestuur van de vereniging Ons Middelbaar Onderwijs. OMO is het schoolbestuur van een groot aantal scholen voor secundair onderwijs in de provincie Noord-Brabant.

## Missie
De missie van het Fioretti College luidt als volgt: Leerlingen van 12 tot 18 jaar, ongeacht hun talenten en sociale achtergrond, met goed onderwijs en zorgzame begeleiding voorbereiden op het vervolgonderwijs en in het verlengde daarvan op een plaats in de maatschappij. De begeleiding van de leerlingen richt zich op het leren, het sociaal functioneren en de loopbaan.
Het Fioretti College werkt vanuit een katholiek-christelijke achtergrond aan deze opdracht. De naarm "Fioretti" verwijst naar een bundel verhalen over Sint Franciscus. Het Fioretti College heeft sterke samenwerkingsbanden met het bedrijfsleven in de regio, scholen in de regio, ROC De Leijgraaf, culturele instellingen en sportclubs in de gemeente Veghel.

## Afdelingen
Het Fioretti College kent de volgende afdelingen:
- De afdeling PrO (praktijkonderwijs);
- De afdeling mavo-vmbo.

## Leerwegen
De afdeling mavo-vmbo kent de volgende leerwegen:
- De beroepsgerichte route met daarin de leerwegen basisberoeps en kaderberoeps;
- De theoretische route met daarin de mavo.

## Sectoren
In de bovenbouw (klas 3 en 4) heeft de leerling de keuze uit drie sectoren:
- Economie (met de afdelingen Horeca, Toerisme & Voeding, Handel & Administratie en Handel & Verkoop)
- Techniek (met de afdelingen Metalektro, Bouw en Voertuigentechniek)
- Zorg & Welzijn

## Herkomst van de leerlingen
De meeste leerlingen op het Fioretti College komen uit Veghel en de kerkdorpen. De school trekt van oudsher ook veel leerlingen uit de gemeenten rondom Veghel. Dat zijn met name Bernheze en Sint-Oedenrode. Kleinere aantallen komen uit Uden, Boekel en Son en Breugel.
Statistieken voedingsgebied
|  |  |  | - 2010-2011 - Veghel: 78,7% - Bernheze: 7,6% - Sint-Oedenrode: 2,3% - Uden: 6,9% - Boekel: 1,2% - Son en Breugel: 1,2% - Overige gemeenten: 2,2% | - 2011-2012 - Veghel, 75,5% - Bernheze: 9,2% - Sint-Oedenrode: 6,5% - Uden: 5,5% - Boekel 0,7% - Son en Breugel: 1,1% - Overige gemeenten: 1,3% | - 2012-2013 - Veghel, 70,3% - Bernheze: 12,6% - Sint-Oedenrode: 7,8% - Uden: 6,0% - - Overige gemeenten: 1,8% |

## Trivia
In Lisse/Hillegom staat een scholengemeenschap met dezelfde naam.